# Anthony Contreras
Anthony Daniel Contreras Enríquez (Pavas, San José, Costa Rica, 29 de enero de 2000) es un futbolista costarricense que juega como delantero centro en el Riga F. C. de la Virslīga de Letonia.

## Trayectoria

### C. S. Herediano
Contreras tuvo su debut en el Herediano el 14 de enero de 2017, reemplazando a Heyreel Saravia en tiempo de reposición del empate 1-1 contra Belén. Después, el joven delantero no disputó ningún otro partido, pero su equipo logró hacerse con el título del Campeonato de Verano.
Tuvo que esperar poco más de un año para volver a participar —hasta el 12 de mayo de 2018— cuando jugó por 31 minutos de la victoria 3-1 sobre el Santos de Guápiles por la última fecha de la cuadrangular del Torneo de Clausura.
Para la siguiente temporada, el delantero no gozó de minutos al quedarse en la suplencia en seis compromisos de los que fue convocado. Su plantel se coronó campeón de los torneos de Liga Concacaf y Apertura en 2018.

### La U Universitarios
En junio de 2019, el Herediano decidió ceder a Contreras a La U Universitarios para continuar su progresión. Su debut en la campaña de Apertura se produjo el 20 de julio, en el partido correspondiente a la primera jornada en el Estadio "Colleya" Fonseca precisamente frente al Herediano. Salió desde el banquillo sustituyendo a Johnny Woodly cuando su equipo perdía por 0-1. Tan solo cuatro días después, convirtió su primer gol del torneo sobre San Carlos para guiar el triunfo a domicilio por 1-2. Desde entonces fue un fijo en las alineaciones estelares del equipo cerrando la campaña con seis goles en veinte encuentros.

### Municipal Grecia
El 13 de diciembre de 2019, se oficializó el préstamo de Contreras al Municipal Grecia por un torneo corto. Debutó hasta en la segunda fecha del Torneo de Clausura 2020 jugando los últimos quince minutos de la derrota 1-0 frente al Santos de Guápiles. Su campaña no pasó desapercibida al marcar seis goles en quince compromisos disputados.

### C. S. Herediano
El 23 de junio de 2020, el Herediano oficializó el regreso del jugador tras sus dos préstamos de la temporada anterior. Su única convocatoria se dio el 8 de agosto en el partido por la Supercopa de Costa Rica ante el Deportivo Saprissa, siendo suplente en esa ocasión del triunfo rojiamarillo por 2-0 para proclamarse campeón.

### Guadalupe F. C.
Tras verse fuera de lista de los primeros seis partidos del Herediano en el Torneo de Apertura, el 15 de septiembre de 2020 fue anunciado como nuevo jugador de Guadalupe en condición de préstamo. Hizo su debut el 19 de septiembre en el Estadio "Cuty" Monge contra el Herediano, duelo en el que también marcó su primer gol de cabeza al minuto 49'. Alcanzó cinco goles en diez participaciones.

### C. S. Herediano
El 22 de diciembre de 2020, se anunció su vuelta al Herediano. Disputó todos los partidos disponibles para su equipo en el Torneo de Clausura 2021, haciendo veintiséis apariciones y colaboró con tres goles, uno de ellos en la final de ida sobre el Deportivo Saprissa. Su club se conformó con el subcampeonato de la competición.

### A. D. Guanacasteca
El 21 de junio de 2021, Contreras fue anunciado como refuerzo de Guanacasteca equipo recién ascendido a la máxima categoría en calidad de cedido por una temporada. Anthony Contreras cerró con su equipo en un total de 43 participaciones, 19 goles y 2 asistencias, con estos resultados logró ser el segundo mejor goleador en la Primera división de Costa Rica. Mantuvo para su equipo la máxima categoría de Costa Rica en la posición 11 con 46 puntos. De esta manera Anthony Contreras culmina su temporada destacando en la Primera División de Costa Rica hasta tener oportunidades en jugar para la selección de Costa Rica.

### C. S. Herediano
Después de su préstamo en A. D. Guanacasteca, regresa al C. S. Herediano para la temporada 2022-23. Contreras alcanzó el cetro en la Supercopa de Costa Rica tras vencer al C. S. Cartaginés anóntandoles al minuto 17, obteniendo la victoria 0-2.

### Riga F. C.
El 16 de julio de 2023, se oficializó su fichaje al Riga F. C. por un contrato hasta 2026. Misma fecha realizó su debut en la Copa de Letonia, marcando doblete a los minutos 2 y 56 contra el FK PPK/Betsafe por la victoria abultada de 0-5. El 25 de octubre, Contreras se coronó campeón de la Copa de Letonia tras vencer al FK RFS en tanda de penales, definición la cual Contreras realizó un penal encajado, el encuentro finalizó con la victoria en penales por 5-3.

### Pafos F. C.
El 31 de enero de 2024, se oficializó su fichaje al Pafos F. C. en condición de préstamo por seis meses. El 4 de febrero debutó contra el Anorthosis Famagusta, Contreras ingresó al minuto 89 por el empate 2-2. El 28 de febrero, realizó su primera anotación con el club por la medio de la competición de la Copa de Chipre contra el Nea Salamina ocurrido al minuto 23 por la victoria 0-5.

### Riga F. C.
A partir de julio de 2024, Contreras regresó al equipo dueño de su ficha, el Riga F. C., su primer partido fue por medio de la Copa de Letonia el 13 de julio contra el FK Ventspils, encajando una anotación al minuto 49 por la victoria 0-3.

## Selección nacional
Hizo su debut internacional con la Selección de Costa Rica el 12 de noviembre de 2021, en el compromiso por la eliminatoria mundialista contra el combinado de Canadá (derrota 1-0), donde entró de cambio por Ricardo Blanco y participó los últimos quince minutos de juego.
Convirtió su primer gol el 27 de marzo de 2022 sobre El Salvador, mediante una magistral chilena que guio el triunfo de su selección a domicilio por 1-2. Cerró la octogonal eliminatoria con un nuevo tanto tres días después ante Estados Unidos (2-0).
El 13 de mayo de 2022, fue convocado a la lista de Suárez para la preparación de cara a la Liga de Naciones de la Concacaf. El 2 de junio se dio su debut en la derrota 2-0 de visita contra Panamá.
El 14 de junio de 2022, alineó como titular y completó la totalidad de los minutos en el partido donde su combinado selló la clasificación a la Copa Mundial tras vencer 1-0 a Nueva Zelanda, por la repesca intercontinental celebrada en el país anfitrión Catar. El 23 de marzo se enfrentó contra Honduras, ingresó de cambio al minuto 87 por la victoria 3-1. Tres días después se enfrentó contra Argentina, ingresó de cambio al minuto 90 en la derrota 3-1.

#### Participaciones internacionales
| Evento                                  | Sede                    | Resultado        | Partidos | Goles |
| --------------------------------------- | ----------------------- | ---------------- | -------- | ----- |
| Liga de Naciones de la Concacaf 2022-23 | Concacaf                | Fase de grupos   | 4        | 1     |
| Copa de Oro de la Concacaf 2023         | Estados Unidos · Canadá | Fase de grupos   | 4        | 1     |
| Liga de Naciones de la Concacaf 2023-24 | Concacaf                | Cuartos de final | 3        | 0     |
| Copa América 2024                       | Estados Unidos          | Fase de grupos   | 1        | 0     |
| Liga de Naciones de la Concacaf 2024-25 | Concacaf                | Cuartos de final | 2        | 0     |

#### Participaciones en eliminatorias
| Eliminatoria               | Sede                             | Resultado   | Posición | Partidos | Goles |
| -------------------------- | -------------------------------- | ----------- | -------- | -------- | ----- |
| Clasificación Mundial 2022 | Catar                            | Clasificado | 4.ª      | 5        | 2     |
| Clasificación Mundial 2026 | Estados Unidos · México · Canadá | Por definir |          |          |       |

#### Participaciones en Copas del Mundo
| Mundial              | Sede  | Resultado      | Partidos | Goles |
| -------------------- | ----- | -------------- | -------- | ----- |
| Copa Mundial de 2022 | Catar | Fase de grupos | 3        | 0     |

## Estadísticas

### Clubes
Actualizado al último partido jugado el 11 de agosto de 2025.
| Club                             | Div.          | Temporada     | Liga  | Liga  | Liga   | Copas nacionales | Copas nacionales | Copas nacionales | Copas internacionales | Copas internacionales | Copas internacionales | Total | Total | Total  |
| Club                             | Div.          | Temporada     | Part. | Goles | Asist. | Part.            | Goles            | Asist.           | Part.                 | Goles                 | Asist.                | Part. | Goles | Asist. |
| -------------------------------- | ------------- | ------------- | ----- | ----- | ------ | ---------------- | ---------------- | ---------------- | --------------------- | --------------------- | --------------------- | ----- | ----- | ------ |
| C. S. Herediano · Costa Rica     |               |               |       |       |        |                  |                  |                  |                       |                       |                       |       |       |        |
| 1.ª                              | 2016-17       | 1             | 0     | 0     | —      | —                | —                | —                | —                     | —                     | 1                     | 0     | 0     |        |
| 1.ª                              | 2017-18       | 1             | 0     | 0     | —      | —                | —                | —                | —                     | —                     | 1                     | 0     | 0     |        |
| Total club                       | Total club    | 2             | 0     | 0     | 0      | 0                | 0                | 0                | 0                     | 0                     | 2                     | 0     | 0     |        |
| La U Universitarios · Costa Rica |               |               |       |       |        |                  |                  |                  |                       |                       |                       |       |       |        |
| 1.ª                              | 2019-20       | 20            | 6     | 1     | —      | —                | —                | —                | —                     | —                     | 20                    | 6     | 1     |        |
| Total club                       | Total club    | 20            | 6     | 1     | 0      | 0                | 0                | 0                | 0                     | 0                     | 20                    | 6     | 1     |        |
| Municipal Grecia · Costa Rica    |               |               |       |       |        |                  |                  |                  |                       |                       |                       |       |       |        |
| 1.ª                              | 2019-20       | 15            | 6     | 1     | —      | —                | —                | —                | —                     | —                     | 15                    | 6     | 1     |        |
| Total club                       | Total club    | 15            | 6     | 1     | 0      | 0                | 0                | 0                | 0                     | 0                     | 15                    | 6     | 1     |        |
| Guadalupe F. C. · Costa Rica     |               |               |       |       |        |                  |                  |                  |                       |                       |                       |       |       |        |
| 1.ª                              | 2020-21       | 10            | 5     | 2     | —      | —                | —                | —                | —                     | —                     | 10                    | 5     | 2     |        |
| Total club                       | Total club    | 10            | 5     | 2     | 0      | 0                | 0                | 0                | 0                     | 0                     | 10                    | 5     | 2     |        |
| C. S. Herediano · Costa Rica     |               |               |       |       |        |                  |                  |                  |                       |                       |                       |       |       |        |
| 1.ª                              | 2020-21       | 26            | 3     | 2     | —      | —                | —                | —                | —                     | —                     | 26                    | 3     | 2     |        |
| Total club                       | Total club    | 26            | 3     | 2     | 0      | 0                | 0                | 0                | 0                     | 0                     | 26                    | 3     | 2     |        |
| A. D. Guanacasteca · Costa Rica  |               |               |       |       |        |                  |                  |                  |                       |                       |                       |       |       |        |
| 1.ª                              | 2021-22       | 43            | 18    | 2     | —      | —                | —                | —                | —                     | —                     | 43                    | 18    | 2     |        |
| Total club                       | Total club    | 43            | 18    | 2     | 0      | 0                | 0                | 0                | 0                     | 0                     | 43                    | 18    | 2     |        |
| C. S. Herediano · Costa Rica     |               |               |       |       |        |                  |                  |                  |                       |                       |                       |       |       |        |
| 1.ª                              | 2022-23       | 40            | 14    | 4     | 5      | 2                | 0                | 4                | 1                     | 0                     | 49                    | 17    | 4     |        |
| Total club                       | Total club    | 40            | 14    | 4     | 5      | 2                | 0                | 4                | 1                     | 0                     | 49                    | 17    | 4     |        |
| Riga F. C. Letonia               |               |               |       |       |        |                  |                  |                  |                       |                       |                       |       |       |        |
| 1.ª                              | 2023          | 14            | 6     | 3     | 4      | 4                | 0                | 4                | 1                     | 0                     | 22                    | 11    | 3     |        |
| Total club                       | Total club    | 14            | 6     | 3     | 4      | 4                | 0                | 4                | 1                     | 0                     | 22                    | 11    | 3     |        |
| Pafos F. C. Chipre               |               |               |       |       |        |                  |                  |                  |                       |                       |                       |       |       |        |
| 1.ª                              | 2023-24       | 12            | 0     | 0     | 4      | 1                | 0                | —                | —                     | —                     | 16                    | 1     | 0     |        |
| Total club                       | Total club    | 12            | 0     | 0     | 4      | 1                | 0                | 0                | 0                     | 0                     | 16                    | 1     | 0     |        |
| Riga F. C. Letonia               |               |               |       |       |        |                  |                  |                  |                       |                       |                       |       |       |        |
| 1.ª                              | 2024          | 12            | 8     | 0     | 3      | 2                | 0                | 2                | 0                     | 0                     | 17                    | 10    | 0     |        |
| 1.ª                              | 2025          | 24            | 7     | 2     | 2      | 5                | 0                | 1                | 0                     | 0                     | 26                    | 12    | 2     |        |
| Total club                       | Total club    | 36            | 15    | 2     | 5      | 7                | 0                | 3                | 0                     | 0                     | 44                    | 22    | 2     |        |
| Total carrera                    | Total carrera | Total carrera | 218   | 73    | 17     | 18               | 14               | 0                | 11                    | 2                     | 0                     | 247   | 89    | 17     |
| 1. 2. Fuente:Transfermarkt       |               |               |       |       |        |                  |                  |                  |                       |                       |                       |       |       |        |

### Selección de Costa Rica
Actualizado al último partido jugado el 18 de noviembre de 2024.
| Selección                                            | Año | Eliminatorias | Eliminatorias | Eliminatorias | Continental | Continental | Continental | Mundial | Mundial | Mundial | Amistosos | Amistosos | Amistosos | Total | Total | Total  |
| Selección                                            | Año | Part.         | Goles         | Asist.        | Part.       | Goles       | Asist.      | Part.   | Goles   | Asist.  | Part.     | Goles     | Asist.    | Part. | Goles | Asist. |
| ---------------------------------------------------- | --- | ------------- | ------------- | ------------- | ----------- | ----------- | ----------- | ------- | ------- | ------- | --------- | --------- | --------- | ----- | ----- | ------ |
| Absoluta · Costa Rica                                |     |               |               |               |             |             |             |         |         |         |           |           |           |       |       |        |
| 2021                                                 | 1   | 0             | 0             | —             | —           | —           | —           | —       | —       | —       | —         | —         | 1         | 0     | 0     |        |
| 2022                                                 | 4   | 2             | 0             | 2             | 0           | 0           | 3           | 0       | 0       | 2       | 0         | 0         | 11        | 2     | 0     |        |
| 2023                                                 | —   | —             | —             | 8             | 2           | 1           | —           | —       | —       | 4       | 0         | 1         | 12        | 2     | 2     |        |
| 2024                                                 | —   | —             | —             | 3             | 0           | 0           | —           | —       | —       | 2       | 0         | 0         | 5         | 0     | 0     |        |
| Total                                                | 5   | 2             | 0             | 13            | 2           | 1           | 3           | 0       | 0       | 8       | 0         | 1         | 29        | 4     | 2     |        |
| 1. 2. Fuente:Transfermarkt / National Football Teams |     |               |               |               |             |             |             |         |         |         |           |           |           |       |       |        |

#### Goles internacionales
| Núm. | Fecha               | Lugar                                            | Rival          | Gol | Resultado | Competición                             |
| ---- | ------------------- | ------------------------------------------------ | -------------- | --- | --------- | --------------------------------------- |
| 1    | 27 de marzo de 2022 | Estadio Cuscatlán, San Salvador, El Salvador     | El Salvador    | 0-1 | 1-2       | Eliminatoria al Mundial 2022            |
| 2    | 30 de marzo de 2022 | Estadio Nacional, San José, Costa Rica           | Estados Unidos | 2-0 | 2-0       | Eliminatoria al Mundial 2022            |
| 3    | 25 de marzo de 2023 | Estadio Pierre Aliker, Fort-de-France, Martinica | Martinica      | 1-2 | 1-2       | Liga de Naciones de la Concacaf 2022-23 |
| 4    | 4 de julio de 2023  | Red Bull Arena, Harrison, Estados Unidos         | Martinica      | 5-1 | 6-4       | Copa de Oro de la Concacaf 2023         |

## Palmarés

### Títulos nacionales
| Título                         | Club            | País       | Año  |
| ------------------------------ | --------------- | ---------- | ---- |
| Primera División de Costa Rica | C. S. Herediano | Costa Rica | 2017 |
| Supercopa de Costa Rica        | C. S. Herediano | Costa Rica | 2020 |
| Supercopa de Costa Rica        | C. S. Herediano | Costa Rica | 2022 |
| Copa de Letonia                | Riga F. C.      | Letonia    | 2023 |
| Copa de Chipre                 | Pafos F. C.     | Chipre     | 2024 |

### Títulos internacionales
| Título        | Club            | Sede        | Año  |
| ------------- | --------------- | ----------- | ---- |
| Liga Concacaf | C. S. Herediano | Tegucigalpa | 2018 |

### Distinciones individuales
| Distinción                                                                                 | Año  |
| ------------------------------------------------------------------------------------------ | ---- |
| Incluido en el Once ideal de la jornada de la Eliminatoria al Mundial 2022 Jornada 13, 14. | 2022 |